# Sojoez 16
Sojoez 16 was een Russische bemande ruimtevlucht uit 1974. Doel van deze vlucht was het testen van aangepaste boordsystemen en een speciaal koppelstuk, ontworpen voor de gecombineerde Apollo/Sojoez missie.

## Koppelstuk
De Russen en Amerikanen gebruikten afwijkende klimaatbeheersing-systemen in hun bemande ruimtevaartuigen Sojoez en Apollo. Een Sojoez kon met relatief kleine aanpassingen aan het Amerikaanse Skylab koppelen, maar NASA stopte voortijdig met dit ruimtestation, daarom stelden de Amerikanen voor om een Apollo met een Saljoet te koppelen. De Sovjets waren daarover niet enthousiast; de speciale apparatuur waarmee de Saljoet was uitgerust hielden zij liever geheim. Uiteindelijk werd besloten tot de koppeling van een Sojoez met een Apollo. De in deze ruimtevaartuigen gebruikte gasmengsels en luchtdruk verschilden dusdanig dat voor een koppeling een apart koppelstuk met ingebouwde luchtsluis noodzakelijk was.
Dit koppelstuk doorstond alle proeven op de grond, doch de Russen namen geen enkel risico; met de gezamenlijke vlucht en de daarmee gepaard gaande publiciteit wilden zij een mogelijke afgang in de pers door technische problemen koste wat het kost vermijden en besloten tot een extra proefvlucht.

## Technische wijzigingen aan de Sojoez
Deze Sojoez had een aangepaste energievoorziening (zonnepanelen in plaats van alleen chemische accu's), een gewijzigde klimaatbeheersing, verbeterde controle-instrumenten en beschikte over een nieuw radar-naderingssysteem.

## Vluchtverloop
Sojoez 16 werd gelanceerd op 2 december 1974 door een Sojoez draagraket vanaf Tjoeratam te Bajkonoer. Deze capsule had een gewicht van 6680 kg. De bemanning bestond uit twee veteranen: gezagvoerder Anatoli Filiptsjenko maakte zijn eerste vlucht met Sojoez 7; boordwerktuigkundige Nikolaj Roekavisjnikov onderging zijn ruimtedoop met Sojoez 10. Hun capsule volgde een bijna identieke baan als een andere onbemande proefvlucht voor het ASTP, de Kosmos 672. De Sojoez 16 kwam in een baan met een hoogste punt van 223 km, een laagste punt van 177 km en een omlooptijd van 88,4 minuten. De excentriciteit bedroeg 0,00349 bij een inclinatie van 51,7°.
Tijdens deze generale repetitie lieten de Russen niets aan het toeval over. Ze controleerden alle technische aspecten van de missie tot in de kleinste details, bovendien leidde men deze vlucht vanuit het speciaal hiervoor gebouwde nieuwe vluchtleidingscentrum. Daarnaast verzorgde de bemanning veel rechtstreekse radio- en tv-uitzendingen.
De bemanning verlaagde en herstelde onder meer diverse malen de luchtdruk in hun capsule. Om de Amerikanen tegemoet te komen zou hun Sojoez tijdens de daadwerkelijke ASTP-vlucht een enigszins verlaagde luchtdruk gebruiken. Een speciale 20 kg wegende ring bevestigd aan de buitenkant simuleerde het Amerikaanse koppelingsstuk. Deze werd uitgeklapt en weer ingetrokken om te zien of het ontwerp inderdaad functioneerde. Tevens wijzigde Sojoez 16 vier maal zijn omloopbaan. Na afloop van de proeven stootte de bemanning op 7 december de koppelring af met behulp van explosieve bouten, om te kijken of ook deze goed functioneerden in noodgevallen. Er bestond immers de kans dat de capsules niet meer konden ontkoppelen. Dan bood dit systeem de mogelijkheid tot een drastischer ontkoppeling, die beide vaartuigen met harde hand van elkaar scheidde. De Russen noemden het: "...afscheiding van de ring met behulp van pyrotechniek...".

## Landing
Filiptsjenko en Roekavisjnikov keerden op 8 december 1974, na een vlucht van bijna zes dagen, terug naar de Aarde. Ze cirkelden 95 maal om de Aarde. De Sojoez 16 landde 30 km ten noordoosten van Arkalyk, in de noordelijke provincie Qostanay te Kazachstan. De Sovjet-Unie kon tevreden zijn: de missie was volledig geslaagd. Niets stond de beoogde koppeling nog in de weg. 
1 ·
2 ·
3 ·
4 ·
5 ·
6 ·
7 ·
8 ·
9 ·
10 ·
11 ·
12 ·
13 ·
14 ·
15 ·
16 ·
17 ·
18A ·
18 ·
19 ·
20 ·
21 ·
22 ·
23 ·
24 ·
25 ·
26 ·
27 ·
28 ·
29 ·
30 ·
31 ·
32 ·
33 ·
34 · 
35 ·
36 ·
37 ·
38 ·
39 ·
40

T-1 ·  
T-2 ·
T-3 ·
T-4 ·
T-5 · 
T-6 ·
T-7 · 
T-8 ·
T-9 · 
T-10-1 ·
T-10 · 
T-11 ·
T-12 · 
T-13 ·
T-14 · 
T-15